# 스텝맘
《스텝맘》(영어: Stepmom)은 1998년에 개봉한 미국의 코미디 드라마 영화이다. 크리스 콜럼버스가 연출하고, 줄리아 로버츠, 수전 서랜던, 에드 해리스 등이 출연하였다.
평단으로부터 엇갈린 평가를 받았으나 극장 흥행에서 성공하였다. 1999년 제56회 골든 글로브상에서 수전 서랜던이 드라마 영화 부문 여우주연상 후보에 올랐다.

## 줄거리
뉴욕에 사는 부부 재키와 루크의 이혼이 성립된 지 3년이 흘렀다. 변호사 루크는 훨씬 어린 여자친구인 패션 사진 작가 이저벨과 재혼을 준비한다. 이저벨은 아이들에게 다가가려고 노력하지만 친엄마 재키에게 의리를 지키는 아이들은 이저벨을 배척하고, 재키 역시 이저벨을 차갑게 대한다. 그러나 재키가 그간 싸워온 림프종이 불치 상태에 이르렀다는 사실이 밝혀지면서 이 모든 것이 변화한다.

## 출연
- 줄리아 로버츠 - 이저벨 켈리 역
- 수전 서랜던 - 재키 해리슨 역
- 에드 해리스 - 루크 해리슨 역
- 제나 멀론 - 애나 해리슨 역
- 리엄 에이킨 - 벤 해리슨 역
- 린 휫필드 - 스와이커트 의사 역
- 대럴 라슨 - 덩컨 새뮤얼스 역
- 메리 루이즈 윌슨 - 학교 상담사 프랭클린 부인 역
- 안드레이 B. 블레이크 - 쿠퍼 역

## 우리말 녹음
KBS 성우진 (2003년 5월 10일)
- 강희선 - 이저벨 켈리(줄리아 로버츠)
- 이선영 - 재클린 해리슨(수전 서랜던)
- 양지운 - 루크 해리슨(에드 해리스)
- 김은아 - 애나 해리슨(제나 멀론)
- 이선 - 벤 해리슨(리엄 에이킨)
- 강구한 - 덩컨 새뮤얼스(대럴 라슨)
- 이재용 - 쿠퍼(안드레이 B. 블레이크)
- 정옥주 - 프랭클린 부인(메리 루이즈 윌슨)
- 이현주 - 의사(린 휫필드)